# Martin Fritz (Fußballspieler)
Martin Fritz (* 18. August 1966) ist ein ehemaliger deutscher Fußballspieler. Für den VfB Stuttgart war der Mittelfeldspieler, der 25 Junioren-Länderspiele bestritt, im Profifußball aktiv.

## Karriere

### Vereine
Der aus der Nähe von Tübingen stammende Fritz begann beim Tübinger Stadtteilverein SV Unterjesingen mit dem Fußballspielen. Im Verlauf war er bis 1984 für die Jugendmannschaft (unterschiedlicher Altersklassen) des VfB Stuttgart aktiv; zuletzt 1983/84 für die A-Jugendmannschaft.
Zur Saison 1984/85 rückte er in die erste Mannschaft auf, für die er am 25. Mai 1985 (32. Spieltag) bei der 1:2-Niederlage im Bundesliga-Auswärtsspiel gegen den VfL Bochum mit Einwechslung für Rainer Zietsch in der 47. Minute debütierte, wie auch im Wettbewerb um den DFB-Pokal am 19. Oktober 1985 beim 1:0-Zweitrundensieg beim 1. FC Nürnberg; in dieser Begegnung wurde er in der 82. Minute für Predrag Pašić eingewechselt. In der Folgesaison kam er in sechs weiteren Bundesligaspielen zum Einsatz, in fünf als Einwechselspieler. Da er in der Saison 1986/87 in der ersten Mannschaft keine Berücksichtigung fand, und für die zweite in der seinerzeit drittklassigen Oberliga Baden-Württemberg sporadisch zum Einsatz gekommen war, entschloss er sich zu einem Vereinswechsel. Von 1987 bis zum Ende der Hinrunde der Saison 1989/90 spielte er für den Freiburger FC in der Oberliga Baden-Württemberg. Seine Premierensaison beendete er auf dem zweiten Platz mit zwei Punkten Abstand zum FV 09 Weinheim. Damit verpasste die Mannschaft die Aufstiegsspiele, qualifizierte sich jedoch für die Deutsche Amateurmeisterschaft 1988. Obwohl er und seine Mannschaft im Hinspiel der 1. Runde beim späteren Titelträger Eintracht Trier mit 2:1 gewannen, verloren sie das Rückspiel mit 0:3 und schieden vorzeitig aus. Sicherte sich seine Mannschaft 1988/89 noch einen neunten Platz, er trug mit 34 Punktspielen dazu bei, so musste sie ein Jahr später in die Verbandsliga Württemberg absteigen. Nach dem 1:0-Sieg im Heimspiel gegen den SC Geislingen zum Saisonauftakt am 9. August 1989, folgten sieben Spiele ohne Sieg (ein Unentschieden und sechs Niederlagen) und die Mannschaft fand sich schnell im Tabellenkeller wieder. Daraufhin wurde im November der Trainer gewechselt, Michael Lameck übernahm als Spielertrainer mit der Erfahrung von über 500 Bundesligaspielen. Fritz, der in der Abstiegssaison von Trainer Walter Güntner als einer der ältesten mit noch nicht einmal 25 Jahren zum Mannschaftskapitän ernannt wurde, bestritt am 25. November 1989 (19. Spieltag), bei der überraschenden 0:2-Niederlage im Heimspiel gegen den VfB Gaggenau, sein letztes von 19 Saisonspielen, in denen er drei Tore erzielte. „Aus familiären Gründen“ kehrte er zum SV Unterjesingen zurück. Nach einem halben Jahr schloss er sich im Sommer 1990 wieder dem VfB Stuttgart an, für deren Amateurmannschaft er bis 1995 in der Oberliga Württemberg spielte. Zum Abschluss seiner Karriere wechselte er zum SC Pfullendorf, wo er später in den Vorstand des Vereins gewählt wurde. 2013 übernahm er das Präsidentenamt des Klubs.

### Nationalmannschaft
Fritz kam im Zeitraum vom 3. Mai 1984 bis zum 22. Mai 1985 für die seinerzeitige DFB-Jugendauswahl „B“ als Nationalspieler zum Einsatz. Sein Debüt in Heilbronn beim 5:1-Sieg über die Auswahl Jugoslawiens im Halbfinale des 2. UEFA Wettbewerbs U16 krönte er mit seinem einzigen Tor. Zwei Tage später gehörte er der Mannschaft an (im Spielverlauf für Stefan Reuter ausgewechselt), die in Ulm das Finale gegen die Auswahl der Sowjetunion mit 2:0 gewann. Am 21. und 23. November 1984 wurden in Kocaeli und Sarkaya die letzten beiden Länderspiele des Jahres jeweils gegen die Auswahl der Türkei mit 2:0 und 4:0 gewonnen. Vom 14. bis 22. Januar 1985 bestritt er vier Spiele in Leningrad im Rahmen des Halle-Granatkin-Gedächtnisturniers (5:1 und 2:1 gegen die Auswahlen Polens und Belgiens, jeweils 0:1 gegen die Auswahlen Frankreichs und der Sowjetunion). Am 20. März 1985 gehörte er zur Mannschaft, die das Qualifikationsspiel für die U16-Europameisterschaft 1986 in Griechenland, in Haßfurt gegen die Auswahl der Schweiz mit 2:0 gewann, sowie der, die das EM-Qualifikationsspiel gegen die Auswahl Polens in Radom mit 0:2 verlor.

## Erfolge
- U16 Europameister 1984